# Олефіренко Валентина Леонідівна
Валентин́а Леоні́дівна Олефіре́нко (* 1953; псевдо — Мем) — докторка технічних наук, професорка Міжнародної школи бізнесу, волонтерка.

## Нагороди
- орден «Народний Герой України» (2016),
- орден княгині Ольги III ступеня (2021)[1].